# Apamea scoparia
Apamea scoparia là một loài bướm đêm thuộc họ Noctuidae. Nó được tìm thấy ở Newfoundland tới British Columbia và adjacent các bang miền bắc của Hoa Kỳ, phía bắc đến Northwest Territories, Yukon, và có thể cả Alaska, phía nam ở phía tây đến California và Utah.
Sải cánh dài khoảng 43 mm. Con trưởng thành bay từ tháng 6 đến tháng 9 tùy theo địa điểm.

## Phụ loài
- Apamea scoparia scoparia
- Apamea scoparia gabrieli Mikkola & Mustelin, 2000